# Bilibili World
Bilibili World（ビリビリワールド、略称：BW）は、bilibiliが主催する、同社の動画配信コンテンツを実現化した中華人民共和国の参加型複合イベント（いわゆるオフラインイベント）である。

## 概要
2017年7月21日から23日にかけて、動画配信プラットフォームを運営するbilibiliが上海万博展覧館にて初めて開催したbilibiliユーザー向けの参加型の大規模総合イベントである。2013年から開催されている「Bilibili Macro Link」と同時に開催されており、同社のサイト内にあるオンラインコンテンツをオフラインに実現化し、二次元の文化体験を可能としているほか、多くのKOLやコスプレイヤーも参加している。日本の企業やコンテンツ等も出展しており、展示やグッズ販売を行っているほか、各種ステージでのライブパフォーマンスやサイン会、ファンミーティング、アトラクションなどのイベントも開催されている。
日本のアーティストや声優もライブパフォーマンス等に出演することがある。ただし、2020年と2021年は新型コロナウイルス感染拡大の影響により、日本特設会場から出演し、中国の会場にライブビューイングを通して開催された。
bilibiliの総責任者・柴軒鴻は、中国は面積が広いこともあり、お金と時間をかけてくれるのだから「Bilibili Macro Link」が開催される夜の前の時間も楽しんでもらえるイベントやアトラクションが開催できるのではないかと考えた上で、2016年に「Bilibili World」のプロトタイプを行い、翌2017年には大きな会場を借りて、大型の総合イベントとして正式に「Bilibili World」を主催し、「BML」と同時に開催するようになったと語っている。また、「BW」が昼の部、「BML」が夜の部といったものとしている。

## イベント開催履歴
| 開催日                | 開催名              | 会場                                                    | 備考 |
| --------------------- | ------------------- | ------------------------------------------------------- | --- |
| 2017年07月21日 - 23日 | Bilibili World 2017 | 上海世博展覧館・コンベンションセンターホール1（上海市） | - |
| 2018年07月20日 - 22日 | Bilibili World 2018 | 上海世博展覧館・コンベンションセンターホール1（上海市） | - |
| 2019年08月16日 - 18日 | Bilibili World 2019 | 保利世貿展覧館（広州市）                                | - |
| 2019年10月04日 - 06日 | Bilibili World 2019 | 上海新国際博覧中心（上海市）                            | - |
| 2019年12月21日 - 22日 | Bilibili World 2019 | 世紀城新国際会展中心（成都市）                          | - |
| 2020年08月07日 - 09日 | Bilibili World 2020 | 国家会展中心（上海市）                                  | - |
| 2020年12月26日 - 27日 | Bilibili World 2020 | 広交会展館（広州市）                                    | 日本のアーティストや声優は日本特設会場よりライブビューイングを通して出演。                                                                                                  |
| 2021年07月09日 - 11日 | Bilibili World 2021 | 国家会展中心（上海市）                                  | 日本のアーティストや声優は日本特設会場よりライブビューイングを通して出演。                                                                                                  |
| 2022年                | Bilibili World 2022 | （開催中止）                                            | 当初は2022年7月15日 - 18日に開催予定であったが、 中国国内における新型コロナウイルス感染拡大の状況から、同年5月23日に延期を発表。 （同年には開催されず、実質的には開催中止） |
| 2023年07月21日 - 23日 | Bilibili World 2023 | 国家会展中心（上海市）                                  | |
| 2024年07月12日 - 14日 | Bilibili World 2024 | 国家会展中心（上海市）                                  | |
| 2025年07月11日 - 13日 | Bilibili World 2025 | 国家会展中心（上海市）                                  | |